# NGC 1208
NGC 1208 je galaksija u zviježđu Eridan.

## Vanjske poveznice
- SEDS: NGC 1208